# Mehmet Scholl
Pour les articles homonymes, voir Scholl.
Mehmet Tobias Scholl, né Mehmet Tobias Yüksel le 16 octobre 1970 à Karlsruhe, est un footballeur allemand, devenu entraîneur et consultant à la télévision.
Au poste de milieu offensif, il est un joueur emblématique du Bayern Munich. Sélectionné à 36 reprises en équipe nationale entre 1995 et 2002, il remporte notamment l'Euro 1996. Intégré à l'équipe technique du Bayern Munich, il en dirige notamment l'équipe réserve à deux reprises, avant de démissionner en janvier 2013.
Il fut l'objet d'un film-documentaire de Ferdinand Neumayr et Eduard Augustin, Frei:Gespielt – Mehmet Scholl: Über das Spiel hinaus, en 2007.

## Biographie
Mehmet Scholl est né à Karlsruhe, deuxième fils d'Ergin et de Hella Yuksel, un père turc et une mère allemande.
Quand il avait cinq ans, ses parents ont divorcé, et sa mère a ensuite épousé Hermann Scholl, dont Mehmet a acquis son nom de famille.

### Carrière en club (1989-2007)

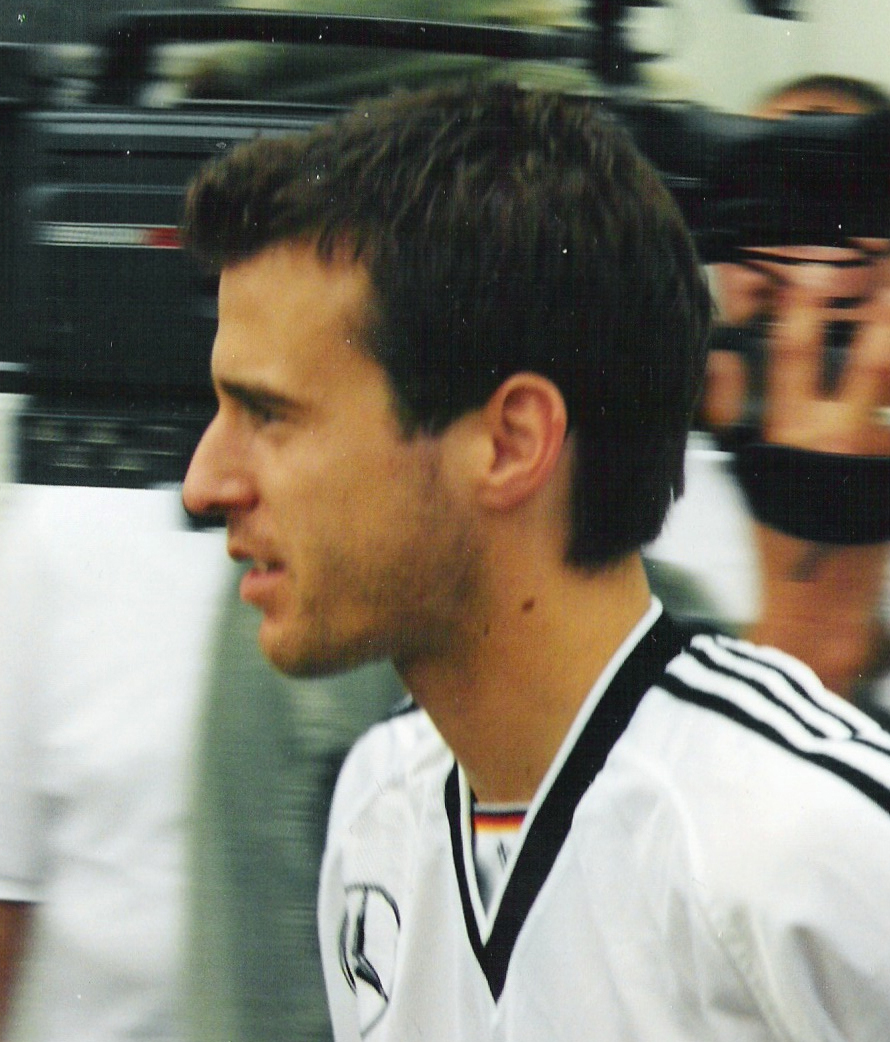
Mehmet Scholl sous le maillot allemand en 1999.

Ce meneur de jeu allemand de père turc est, durant sa longue carrière, une véritable idole au sein de son club, le Bayern de Munich, notamment en raison de son habileté technique et de son jeu spectaculaire et déroutant. Il remporte plus de vingt titres avec le Bayern de Munich, affichant un palmarès unique, avec notamment une Ligue des champions en 2001, une Coupe UEFA en 1996 (au cours de laquelle il inscrit un but lors de chaque manche de la finale), et huit titres de champion d'Allemagne. En mai 2005, les fans du Bayern Munich le choisissent parmi onze des meilleurs joueurs que le club ait comptés.
Il prend sa retraite professionnelle en 2007, après quinze saisons au Bayern. Son bilan sous le maillot bavarois est de 469 matches joués, toutes compétitions confondues, pour 117 buts marqués. Parmi ces matches, 88 ont lieu dans des compétitions européennes au cours desquelles il marque 18 buts.
Ottmar Hitzfeld dit de lui lors de sa retraite sportive : « c'est un joueur extraordinaire qui a remporté plus de titres qu'aucun autre joueur et a séduit le public avec son football instinctif ». Il est promu quelques mois plus tard « joueur d'honneur » du Bayern, un honneur qui n'avait été attribué qu'à Giovane Élber jusque-là.

### Carrière internationale (1995-2002)
Mehmet Scholl fait ses débuts en sélection nationale allemande en avril 1995. Il est sélectionné pour l'Euro 1996, organisé en Angleterre, dont au poste de meneur de jeu il dispute les matchs contre la Croatie, la demi-finale contre l'Angleterre et la finale contre la République tchèque, remportée sur un but en or.
En froid avec Berti Vogts, il ne joue plus en sélection de juin 1997 à juin 1999, manquant par conséquent la Coupe du monde 1998. Il fait son retour juste avant la Coupe des confédérations 1999 puis participe à l'Euro 2000, dont les Allemands sont éliminés sèchement, dès le premier tour. Il marquera d'ailleurs l'unique but allemand durant le tournoi face à la Roumanie. Il joue son dernier match avec le maillot de la Nationalmannschaft en février 2002 et, blessé, annonce peu après sa retraite internationale, quelques mois avant la Coupe du monde de 2002. Il compte 36 sélections et 8 buts,.

### Carrière d'entraîneur, puis consultant à la télévision (depuis 2008)
Il devient entraîneur en 2008 pour les moins de 13 ans du Bayern Munich. En avril de l'année suivante il est promu au poste d'entraîneur provisoire de l'équipe réserve du Bayern Munich, qu'il dirige une saison. Il reprend le poste en 2012 et démissionne en janvier 2013, après seulement quelques mois, pour se consacrer à son poste de consultant à la télévision pour une chaîne du groupe ARD,.

## Palmarès

### Équipe d'Allemagne
- Vainqueur du Championnat d'Europe 1996

### Bayern Munich
- Vainqueur de la Ligue des champions en 2001
- Finaliste de la Ligue des champions en 1999
- Vainqueur de la Coupe intercontinentale en 2001
- Finaliste de la Supercoupe de l'UEFA en 2001
- Vainqueur de la Coupe de l'UEFA en 1996
- Champion d'Allemagne en 1994, 1997, 1999, 2000, 2001, 2003, 2005 et 2006
- Vice-champion d'Allemagne en 1993, 1996, 1998 et 2004
- Vainqueur de la Coupe d'Allemagne en 1998, 2000, 2003, 2005 et 2006
- Finaliste de la Coupe d'Allemagne en 1999
- Finaliste de la Coupe en salle d'Allemagne en 1997
- Finaliste de la Supercoupe d'Allemagne en 1994

## Distinction
- Élu meilleur joueur de l’année 2000 en Allemagne par ses pairs (la VdV (de))[11].